# Separacja galwaniczna

Przykład izolacji galwanicznej za pomocą transformatora

Przykład izolacji galwanicznej za pomocą transoptora

Separacja galwaniczna (bariera galwaniczna, izolacja galwaniczna) – izolacja między co najmniej dwoma blokami funkcyjnymi systemu elektrycznego tak, aby prąd elektryczny nie przepływał bezpośrednio z jednego bloku do drugiego. Energia i informacje mogą być nadal wymieniane między blokami za pomocą sprzężenia optycznego, indukcyjnego, pojemnościowego, za pomocą fal elektromagnetycznych lub akustycznych (np. dzięki piezoelektryczności). Izolacja galwaniczna jest stosowana wtedy, gdy dwa lub więcej układów elektrycznych mają wymieniać informacje lub energię, ale ich masy elektryczne są na różnych potencjałach.
Separacja galwaniczna jest stosowana ze względu:
- bezpieczeństwa – w celu oddzielenia części obwodu znajdującego się na niebezpiecznym dla pozostałej części obwodu lub obsługi potencjale (np. sieci energetycznej);
- eliminacji zakłóceń i sprzężeń wynikających ze wspólnej masy.

Typowym przykładem separacji galwanicznej w odniesieniu do przekazywania energii może być zastosowanie transformatora separacyjnego. Przykładem izolacji galwanicznej dla przekazu informacji jest połączenie optyczne za pomocą światłowodu czy transoptora.